# Миссия sui iuris Фунафути
 Миссия sui iuris Фунафути (лат. Missio sui iuris Funafutina) — миссия sui iuris Римско-католической церкви c центром в городе Фунафути, Тувалу. Миссия sui iuris Фунафути входит в митрополию Самоа-Апиа. Юрисдикция миссии sui iuris Фунафути распространяется на весь архипелаг Тувалу.

## История
10 сентября 1982 года Святой Престол учредил миссию sui iuris Фунафути, выделив её из епархии Науру, Таравы и Фунафути (сегодня — Епархия Таравы и Науру).

## Ординарии миссии
- епископ Пий Таофинуу (10.09.1982 — 7.08.1985), кардинал с 5 марта 1973 года;
- епископ Джон Хуберт Роджерс (7.08.1985 — 14.07.1986);
- священник Camille DesRosiers (14.07.1986 — 2010);
- священник John Rarikin Ikataere (24.09.2010 — † 8.02.2014);
- священник Reynaldo B. Getalado, M.S.P. (24.02.2014 — по настоящее время).

## Источник
- * Annuario Pontificio, Libreria Editrice Vaticana, Città del Vaticano, 2003, ISBN 88-209-7422-3